# Cariàmids
Els cariàmids (Cariamidae) són una petita i antiga família d'aus tropicals sud-americans, coneguts com a sarians i relacionats amb la família Otididae.

## Taxonomia
Tradicionalment classificats al tàxon (en general considerat subordre) Cariamae, dins l'ordre dels gruïformes (Gruiformes), modernament s'han separat en el seu propi ordre, els Cariamiformes.
Es creu que les dues espècies vivents de seriema, són les espècies vivents més properes a un grup de gegantesques "aus terrorífiques" carnívores, els forusràcids, que es coneixen gràcies a fòssils trobats a Nord-amèrica i del Sud. Altres grups relacionats, com els idiornítids o batornítids, formaven part de la fauna del Paleogen a Nord-amèrica i Europa, i possiblement a altres lloc. Tanmateix, el registre fòssil dels sariàs en si no és gaire bo, i fins ara només se n'ha descrit una espècie prehistòrica (Chunga incerta).

## Descripció
Tenen cames, cues i colls llargs, però ales curtes, cosa que es reflecteix en el seu estil de vida. Són aus marronoses amb becs curts i crestes erèctils, i que tenen una segona urpa extensible que poden alçar del terra. Malgrat que s'assembli a l'urpa del Velociraptor i altres dinonicosaures, no és prou corbada com per ser una autèntica arma.

## Hàbitat i distribució
Viuen en zones herboses i seques del Brasil, Argentina i Paraguai.

## Comportament
Es tracta d'aus terrestres que corren més ràpid del que volen (tot i que poden volar distàncies curtes). S'alimenten d'insectes, serps i llangardaixos.
El sarià crestat construeix nius a terra, mentre que l'altra espècie del gènere, el seriema de potes negres, els construeix als arbres. Ambdues espècies ponen dos ous.

## Taxonomia
Hi ha dues espècies:
- sarià de Burmeister (Chunga burmeisteri), al nord-est de l'Argentina i al Paraguai.
- sarià crestat (Cariama cristata), a l'est del Brasil i al centre de l'Argentina.